# 梅斯坦萨
梅斯坦萨，是西班牙卡斯蒂利亚-拉曼恰雷阿尔城省的一个市镇。 总面积370平方公里，总人口865人（2001年），人口密度2人/平方公里。